# Dikmen (Kızıltepe)
Dikmen (kurd. Hêşerî) ist eine Ortschaft im Landkreis Kızıltepe der türkischen Provinz Mardin. Dikmen liegt in Südostanatolien auf 430 m über dem Meeresspiegel, ca. 23 km südwestlich von Kızıltepe, nahe der syrischen Grenze.
Der ursprüngliche Name der Ortschaft lautet Hêşerî oder Heyşeri.
1990 lebten 2.894 Menschen in Dikmen. Im Jahr 1994 erhielt Dikmen den Status einer Belediye. 2009 hatte die Ortschaft 3.288 Einwohner.